# Mayran
Mayran település Franciaországban, Aveyron megyében. Lakosainak száma 614 fő (2022. január 1.). Mayran Belcastel, Clairvaux-d’Aveyron, Colombiès, Moyrazès és Goutrens községekkel határos.

## Népesség
A település népessége az elmúlt években az alábbi módon változott:
| Lakosok száma | 565  | 492  | 472  | 499  | 651  | 640  | 635  | 637  | 629  | 614  |
|               | 1968 | 1982 | 1990 | 2006 | 2013 | 2015 | 2017 | 2019 | 2020 | 2022 |